# جيري اكيرز
جيري اكيرز (بالإنجليزية: Jerry Akers)‏ هو لاعب كرة قاعدة أمريكي، ولد في 1 نوفمبر 1887 في شيلبيفيل في الولايات المتحدة، وتوفي في 15 مايو 1979 في Bay Pines, Florida ‏ في الولايات المتحدة.

## وصلات خارجية
- جيري اكيرز على موقعبيزبول رفرنس.كوم (الدوري الرئيسي) (الإنجليزية)
- جيري اكيرز على موقعبيزبول رفرنس.كوم (الدوري الثانوي) (الإنجليزية)